# Núi Bachelor
Núi Bachelor, tên cũ là Bachelor Butte là một ngọn núi (gần Three Sisters (Oregon)) là một núi lửa dạng tầng trên đỉnh của một núi lửa dạng khiên ở vành đại núi lửa Cascade và dãy núi Cascade ở miền trung bang Oregon. Khi trượt tuyến núi Bachelor đã hoạt động từ thập niên 1980.
Núi Bachelor nằm ở đoạn cuối phía nam của chuỗi núi lửa Bachelor, một chuỗi núi dài dài 15 dặm Anh.
Núi Bachelor có tuổi từ 11.000 đến 15.000 năm và đã là một núi lửa dạng khiên nhưng sau này đã được phủ lên một núi lửa dạng tầng khi các vụ phun trào ngàng càng dữ dội hơn. Đây là ngọn núi nổi bật trẻ nhất trong khu vực Three Sisters của Oregon. Bachelor có thành phần đất gồm basalt và andesit basalt.
Ngọn núi này phun trào lần cuối khoảng từ 8000 đến 10.000 năm trước và bao phủ hoàn toàn bằng tro Mazama từ vụ phun trào dữ dội của núi Mazama cách đây 6.845 năm. Hiện nay không có hoạt động địa nhiệt ở ngọn núi này.